# Solfara Zimbalio e Giangagliano
La solfara Zimbalio e Giangagliano o miniera Zimbalio e Giangagliano sono state due miniere di zolfo site in provincia di Enna nelle vicinanze di Assoro, inizialmente separate e poi diventate una sola entità produttiva.
La solfatara Zimbalio, di proprietà di enti religiosi, entrò in produzione il 6 gennaio del 1823, mentre la solfara di Giangagliano era di proprietà del barone Di Ganci; nel 1975 è stata chiusa definitivamente.